# Exideuil
Exideuil är en kommun i departementet Charente i regionen Nouvelle-Aquitaine i västra Frankrike. Kommunen ligger  i kantonen Chabanais som ligger i arrondissementet Confolens. År 2022 hade Exideuil 1 028 invånare.

## Befolkningsutveckling
Antalet invånare i kommunen Exideuil
Referens:INSEE